# أليكساندر خريستوف
أليكساندر خريستوف (بالبلغارية: Александър Христов)‏ (مواليد 28 يوليو 1964) هو ملاكم بلغاري، مثّل بلاده في الألعاب الأولمبية الصيفية في دورتي 1988 و1996.

## روابط خارجية
أليكساندر خريستوف على موقع أوليمبيديا (الإنجليزية)